# Rotlichtmilieu

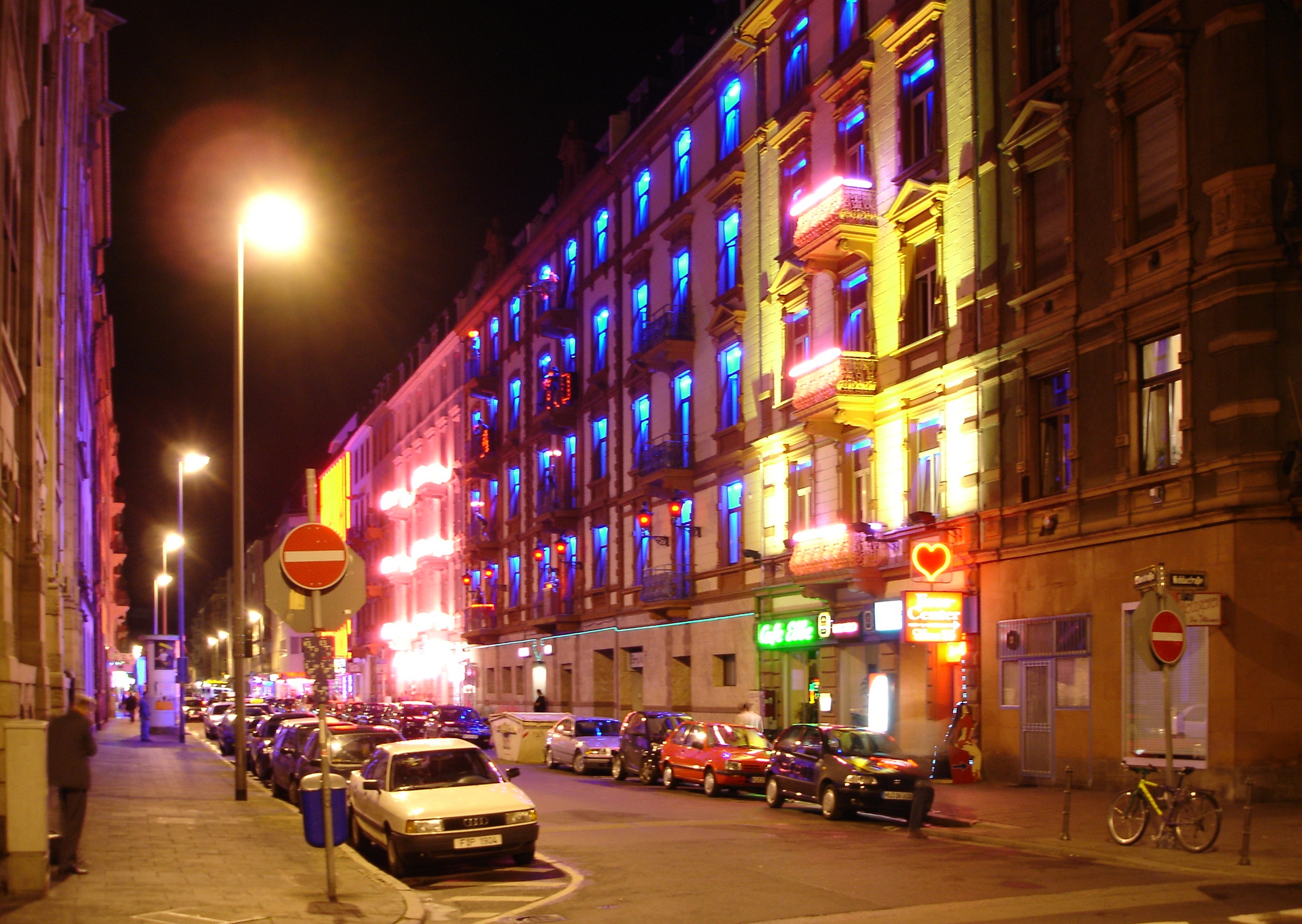
Das Rotlichtviertel von Frankfurt am Main bei Nacht

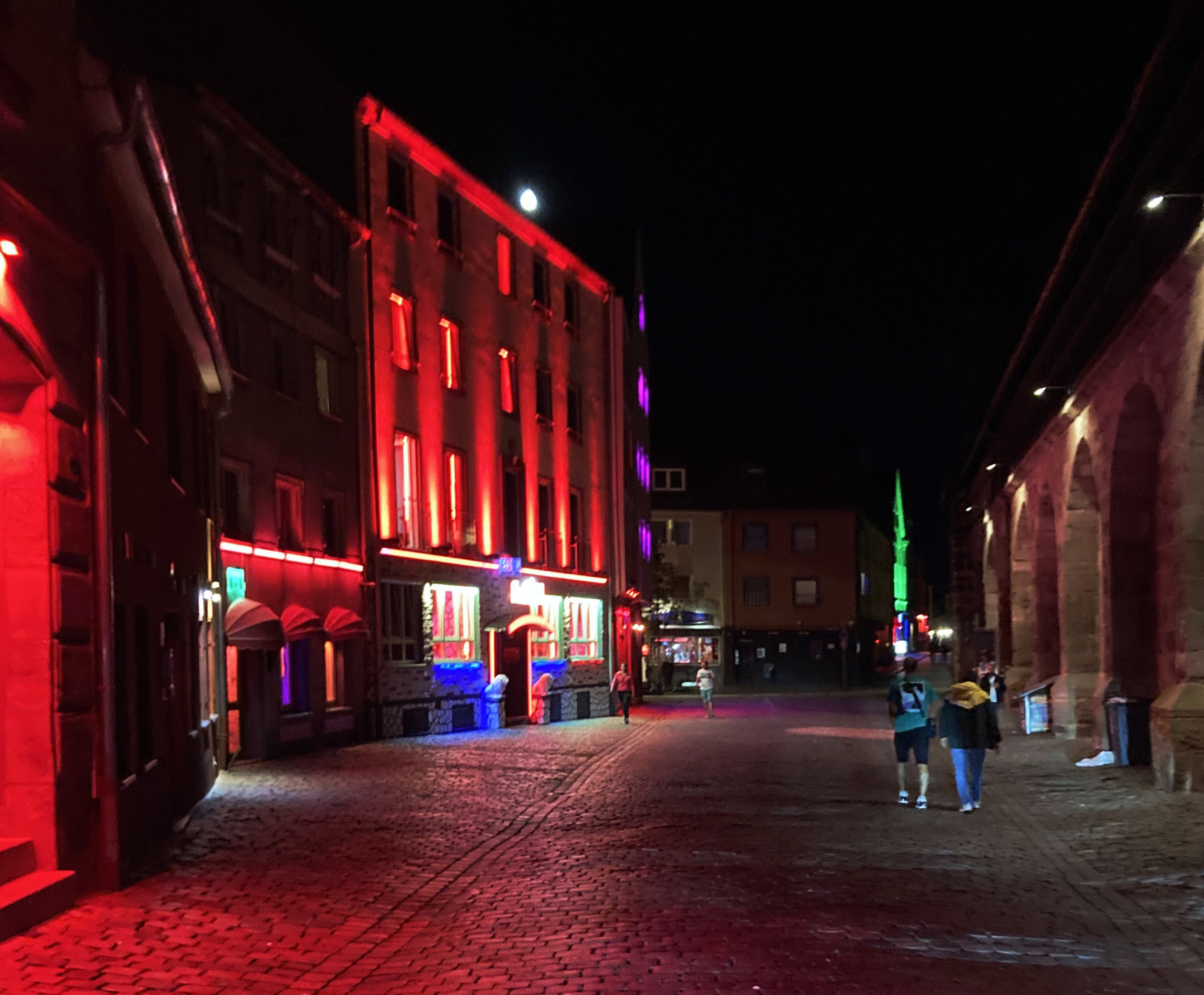
Nürnberger Rotlichtbezirk an der Frauentormauer

Das Rotlichtmilieu oder auch nur Milieu ist ein soziales Milieu, das im Umfeld des sexorientierten Gewerbes, etwa der Prostitution, anzutreffen ist und oft seinen Schwerpunkt in einem Rotlichtviertel hat. Der Begriff wird in der Regel wie auch der Begriff Rotlicht als Synonym für Sexarbeit und Sexindustrie negativ wertend benutzt. 

## Bestandteile

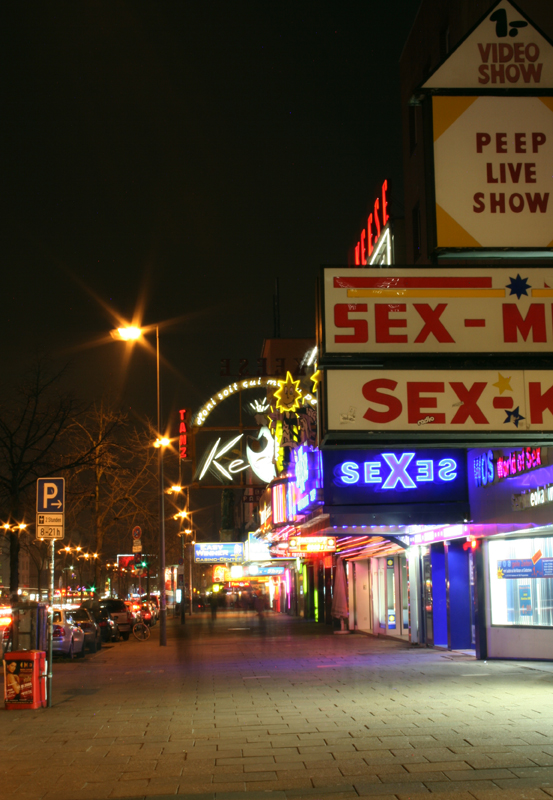
Die Reeperbahn in Hamburg bei Nacht

Dem Rotlichtmilieu zugeordnet werden neben den Prostituierten die Eigentümer, Betreiber und Mitarbeiter von Bordellen, Striptease-Bars und teilweise von Sexshops und Table-Dance-Bars, die Zuhälter, Menschenhändler, teilweise auch Dealer, Hehler usw.
Größere Ketten im Bereich von Filmen und Zubehör, etwa die von Beate Uhse gegründete Firma mit dem gleichnamigen Sexversand und Orion, haben es geschafft, Sex außerhalb des Rotlichtmilieus zu kommerzialisieren. Im Bereich der Table-Dance-Bars versuchen Betriebe wie das Hamburger Dollhouse den gleichen Weg einzuschlagen, um neue Kundenschichten zu erschließen. Durch Abgrenzung zur Prostitution soll der Betrieb seriöser erscheinen und so auch Besucher ansprechen, die sich vom Rotlichtmilieu abgestoßen fühlen.
Mit dem Begriff Rotlichtmilieu wird meist auch kriminelles Verhalten assoziiert (z. B. Drogenhandel, Menschenhandel, Erpressung). Der Kampf um Vorherrschaften steht im Wettbewerb zwischen einheimischen Gruppen, ethnischen Gruppen und Rockergruppen wie den Hells Angels. In Deutschland wird von organisierter Kriminalität gesprochen.
Über ehemalige Kölner „Rotlichtkönige“ drehte 2011 Peter F. Müller den Dokumentarfilm Wir waren das Miljö.